# الاتپ، ایدین
الاتپ، ایدین (به لاتین: Alatepe, Aydın) یک منطقهٔ مسکونی در ترکیه است که در استان آیدین واقع شده‌است.

## خصوصیات
الاتپ ۱۵۸ نفر جمعیت دارد.